# Can Mascort
|  | Per a altres significats, vegeu «Can Mascort del Cap de Vila». |

Can Mascort és una casa dins del nucli urbà d'Espolla, a la banda de migdia de la població. Es tracta d'una gran finca delimitada pels carrers Figueres i Àngel Costal.
Conjunt arquitectònic de grans dimensions que ocupa una illa sencera del nucli urbà, format per tres grans construccions aïllades i un gran jardí al mig. Els dos habitatges destacables estan situats a l'extrem nord-est i a la banda sud de la finca. Cada un té la planta més o menys rectangular, amb les cobertes de teula de dues vessants. El de l'extrem nord-est està distribuït en planta baixa i dos pisos, amb un cos adossat a la banda de migdia cobert per una gran terrassa al nivell de la segona planta, delimitada per una barana d'obra. A la planta baixa hi ha quatre grans obertures de mig punt amb els emmarcaments arrebossats. La de l'extrem de ponent dona accés a l'interior. Al primer pis, les finestres són rectangulars. La resta de façanes de la construcció presenten obertures rectangulars, al primer pis balcons exempts i a la planta superior finestres. Una cornisa dentada decora la part superior de l'edifici. La construcció està arrebossada i pintada. Adossat a l'extrem de llevant de la façana de migdia hi ha el portal d'accés a l'interior del recinte. Es tracta d'una porta d'arc rebaixat amb el nom de la finca damunt seu, coberta amb una teuladeta de dues vessants de teula i voladís decorat amb ceràmica vidrada.
L'habitatge situat a migdia del recinte és de planta rectangular, amb la coberta de dues vessants i distribuït en planta baixa i pis. Presenta un cos adossat al sud organitzat en una sola planta, i cobert amb una terrassa delimitada per una barana d'obra. Una porta rectangular, amb el rètol de ceràmica situat al damunt, dona accés a l'interior des del carrer. La façana principal de la casa, orientada a llevant, presenta obertures d'arc rebaixat bastides en maons, amb el balcó central de la primera planta reformat. La construcció és bastida en pedra de diverses mides lligada amb abundant morter de calç.